# سن-کالیکست، کبک
سن-کالیکست (به فرانسوی: Saint-Calixte) شهری در منطقه شهری مونکالم ناحیه لانودییر در استان کبک کانادا است. در سرشماری سال ۲۰۱۱ این شهر ۵٬۴۷۱ نفر جمعیت داشته‌است و مساحت آن ۱۴۷٫۶۸ کیلومتر مربع است.